# مقاطعة أهافو آنو الشمالية
مقاطعة أهافو آنو الشمالية (بالإنجليزية: Ahafo Ano North District)‏ هي district of Ghana تقع في غانا في Tepa, Ghana. يقدر عدد سكانها بـ — نسمة ومساحتها 593 كم2 .